# ألكسندرا ديسكالو
ألكسندرا ديسكالو (من مواليد 17 أبريل 1991 ) هي لاعبة كرة طائرة فرنسية تلعب حاليا مع نادي بارونيسي الإيطالي، كضاربة في الجانب الأيمن. تلعب أيضا في المنتخب الوطني الفرنسي للكرة الطائرة للسيدات . والدها بومبيليو هو لاعب كرة طائرة متقاعد ويعمل حاليا كمدرب في أحد المنتخبات الفرنسية.
شاركت في بطولة أوروبا للسيدات للكرة الطائرة 2011 .

## الأندية
- نانت فولي (2010-2013)
- فانيس فولي (2013-2015)
- Saint-Cloud Paris Stade français (2015-2018)
- بارونيسي فوللي (2018 حتى الآن)

## روابط خارجية
- ألكسندرا ديسكالو على موقع الاتحاد الأوروبي (الإنجليزية)
- ألكسندرا ديسكالو على موقع Ligue Nationale de Volley (الفرنسية)
- ألكسندرا ديسكالو على موقع دوري الدرجة الأولى الإيطالي للكرة الطائرة - سيدات (الإيطالية)
- ألكسندرا ديسكالو على موقع اللجنة الأولمبية الفرنسية (مؤرشف) (الفرنسية)

- "Alexandra Dascalu - Volleyball - Scoresway - Results, fixtures, tables and statistics". Scoresway. مؤرشف من الأصل في 2017-03-27. اطلع عليه بتاريخ 2017-03-20.
- "Un œil sur les Dascalu - Volleyball - Eurosport". Eurosport.fr. 19 يناير 2016. مؤرشف من الأصل في 2019-09-06. اطلع عليه بتاريخ 2017-03-20.
- "Le Télégramme - Volley - DEF/ Vannes - Chamalières, demain (19 h). Dascalu, tel père, telle fille". Letelegramme.fr. مؤرشف من الأصل في 2019-09-06. اطلع عليه بتاريخ 2017-03-20.
- "Cev League Stock Photos and Pictures". صور غيتي. مؤرشف من الأصل في 2019-12-08. اطلع عليه بتاريخ 2017-03-20.